# Piesocalus
Piesocalus Simon, 1894 è un genere di ragni appartenente alla famiglia Linyphiidae.

## Distribuzione
L'unica specie oggi attribuita a questo genere è stata reperita a Giava.

## Tassonomia
A giugno 2012, si compone di una specie:
- Piesocalus javanus Simon, 1894[3] — Giava